# Jacobsoniidae
Jacobsoniidae – rodzina chrząszczy zaliczana do podrzędu wielożernych (Polyphaga) i infrarzędu Derodontiformia. Do niedawna traktowana jako incertae sedis w infrarzędzie Bostrichiformia.
Lista gatunków:
- Sarothrias Grouvelle, 1918
  - Sarothrias amabilis Slipinski & Löbl, 1995
  - Sarothrias audax Slipinski & Löbl, 1995
  - Sarothrias bournei Slipinski, 1986
  - Sarothrias crowsoni Löbl & Burckhardt, 1988
  - Sarothrias dimerus (Heller, 1926)
  - Sarothrias eximius Grouvelle, 1918
  - Sarothrias fijianus Löbl & Burckhardt, 1988
  - Sarothrias hygrophilus Pal, 1998
  - Sarothrias indicus Dajoz, 1978
  - Sarothrias lawrencei Löbl & Burckhardt, 1988
  - Sarothrias morokanus Poggi, 1991
  - Sarothrias pacificus Slipinski & Löbl, 1995
  - Sarothrias papuanus Slipinski, 1986
- Saphophagus Sharp, 1886
  - Saphophagus minutus Sharp, 1886
- Derolathus Sharp, 1908
  - Derolathus anophthalmus (Franz, 1969)
  - Derolathus atomus Sharp, 1908
  - Derolathus ceylonicus (Sen Gupta, 1979)
  - Derolathus insularis (Dajoz, 1973)
  - Derolathus parvulus (Rucker, 1983)
  - Derolathus sharpi Grouvelle, 1912
  - Derolathus troglophilus (Sen Gupta, 1979)